# Le Pont-de-Beauvoisin (Savoie)
Le Pont-de-Beauvoisin (früher italienisch Ponte Belvicino) ist eine französische Gemeinde mit 2106 Einwohnern (Stand 1. Januar 2022) im Département Savoie in der Region Auvergne-Rhône-Alpes. Sie gehört zum Kanton Le Pont-de-Beauvoisin im Arrondissement Chambéry und ist Mitglied im Gemeindeverband Val Guiers.

## Geographie

### Lage
Die Gemeinde liegt auf 240 m am rechten (östlichen) Ufer des Flusses Guiers, der hier die Grenze bildet zwischen dem Département Savoie und dem Département Isère. Sie ist durch eine Brücke mit der gleichnamigen Gemeinde Le Pont-de-Beauvoisin im benachbarten Département Isère verbunden. Von der östlich gelegenen Präfektur Chambéry ist sie etwa 20 km entfernt, von der südlich gelegenen Stadt Grenoble 40 km (Luftlinie). Nachbargemeinden von Le Pont-de-Beauvoisin sind Domessin im Norden und Osten, Le Pont-de-Beauvoisin (Isère) im Süden und Westen sowie Romagnieu im Nordwesten. (siehe auch Liste geteilter Orte)

### Topographie
Die Fläche des 1,83 km² großen Gemeindegebiets gehört zum Avant-Pays savoyard, dem von sanften Erhebungen geprägten savoyischen Vorland zwischen dem Grenzfluss Guiers und dem Südende der Hauptantiklinalen des Jura. Zwei Hügelketten aus dem Vorland ragen in das Gemeindegebiet hinein bis an die Talsenke des Guiers, die hier etwa 500 m breit ist und von den historischen Ortskernen der beiden Le Pont-de-Beauvoisins eingenommen wird. Bedingt durch ihre kleine Größe besteht die Gemeinde größtenteils aus bebauter Fläche, darunter 37 % Wohnbebauung und 18 % Industrie- und Gewerbeflächen. Der Rest wird von Wiesen (31 %) und anderen landwirtschaftlichen Flächen (15 %) eingenommen.

## Geschichte
Im Hochmittelalter hieß der Ort zunächst nur Le Pont (1065) und war Standort einer Pfarrei (Ecclesia de Ponte, 1142) am linken Ufer des Guiers. Der Name bezog sich auf eine Brücke, die einige Zeit vorher errichtet worden war, um die flussabwärts gelegene Brückenverbindung bei Romagnieu an der Römerstraße von Aoste nach Chambéry zu ersetzen. Ab 1115 (Pons Bellivicini) erschien der Zusatz Beauvoisin im Sinne von „guten Nachbarn“, obwohl der Ort zu der Zeit noch nicht durch eine Landesgrenze entzweigeschnitten war. In Le Pont bestand eine kleine Herrschaft, die im 13. Jahrhundert unter die Oberhoheit der Grafen von Savoyen gelangte, die dem Ort 1288 gewisse Freiheitsrechte zugestanden. Der 1355 geschlossene Vertrag von Paris zwischen den Grafen von Savoyen und dem Dauphin machte den Guiers für die folgenden 500 Jahre zur Grenze zwischen Savoyen und Frankreich und teilte das Dorf in zwei Teile, die noch heute als getrennte Nachbargemeinden gleichen Namens in verschiedenen Départements (neben Le Pont-de-Beauvoisin in Savoien auch in Isère) weiterbestehen.
Die Teilung führte zu praktischen Problemen, zum Beispiel bei der Verwaltung des Brückenzolls und der Organisation der Pfarrei mit Sitz und Kirche auf der gegenüberliegenden Flussseite. Die Situation verbesserte sich im 15. Jahrhundert mit dem Bau einer eigenen Kirche, finanziert größtenteils von den Grafen von Savoyen und unter geistlicher Aufsicht der Karmeliten. Nach der Schließung der Klöster während der Französischen Revolution wurde sie Pfarrkirche. Der ursprünglich hölzerne Brückenbau wurde unter dem französischen König Franz I. während seines Überfalls auf Savoyen 1536 durch eine steinerne Bogenbrücke ersetzt. Diese Brücke wurde 1940 während des Zweiten Weltkriegs von französischen Soldaten vor den anrückenden Deutschen gesprengt und im darauffolgenden Jahr im gleichen Stil wieder aufgebaut.

## Sehenswürdigkeiten
Die Karmelitenkirche (église des Carmes) wurde über eine lange Bauperiode von 1419 bis 1497 errichtet und steht am Ufer des Guiers. Sie wurde im 16., 17. und 19. Jahrhundert verändert und ist als monument historique klassifiziert. Im historischen Ortskern sind Wohnhäuser aus der Zeit des Herzogtums Savoyen erhalten, darunter ein als monument historique eingeschriebenes aus dem 16. Jahrhundert.

## Bevölkerung
| Jahr                       | 1962 | 1968 | 1975 | 1982 | 1990 | 1999 | 2006 | 2011 |
| Einwohner                  | 1106 | 1412 | 1403 | 1605 | 1426 | 1572 | 1841 | 2000 |
| Quellen: Cassini und INSEE |      |      |      |      |      |      |      |      |

Mit 2106 Einwohnern (Stand 1. Januar 2022) gehört Le Pont-de-Beauvoisin zu den mittelgroßen Gemeinden des Département Savoie. Die Einwohnerzahl unterlag im 19. und 20. Jahrhundert immer wieder stärkeren Schwankungen und erreichte 2011 erstmals die Marke von 2000 Einwohnern. Die Ortsbewohner von Le Pont-de-Beauvoisin heißen auf Französisch Pontois(es).

## Wirtschaft und Infrastruktur
Le Pont-de-Beauvoisin war schon immer ein durch den Handel geprägtes Dorf, dessen kleine Fläche zudem keine bedeutende Landwirtschaft zuließ. Es gibt heute verschiedene Betriebe des lokalen Kleingewerbes und mehrere mittelständische Handelsunternehmen und Dienstleister. Im Süden am Ufer des Guier erstreckt sich ein Gewerbegebiet. Mittlerweile hat sich das Dorf auch zu einer Wohngemeinde entwickelt. Ein Teil der Erwerbstätigen sind Wegpendler, die in den größeren Ortschaften der Umgebung und im benachbarten Département Isère ihrer Arbeit nachgehen.
Die Ortschaft liegt an der Departementsstraße D1006 und ehemaligen Nationalstraße N6 von Lyon nach Chambéry. Sie verläuft mitten durch den Ort und über die wiederaufgebaute historische Brücke. Weitere Straßenverbindungen bestehen mit Novalaise, Saint-Genix-sur-Guiers und Saint-Albin-de-Vaulserre. Die regionale Autobahn A43 (Lyon–Chambéry) ist über einen Anschluss in 7 km Entfernung bei Belmont-Tramonet erreichbar. Als Flughäfen in der Region kommen Lyon-St-Exupéry (Entfernung 65 km) und Chambéry-Savoie (35 km) in Frage.
In Le Pont-de-Beauvoisin befindet sich eine staatliche école primaire (Grundschule mit eingegliederter Vorschule).

## Persönlichkeiten
- Emmanuel Crétet (1747–1809), Kaufmann, Finanzier und Politiker

## Gemeindepartnerschaft
- Erbach (Odenwald), Deutschland